# Stephan Burgunder
Stephan Burgunder (* 1975 in Liestal) war von 2019 bis 2023 Landrat Baselland und ist seit 2016 Gemeindepräsident von Pratteln. 

## Ausbildung und Beruf
Zusammen mit Schwester, Zwillingsbruder und seinen Eltern wuchs er in Pratteln auf, wo er auch heute noch lebt. Er spielt seit seiner Jugend Posaune. Er war Mitglied in der Jugendmusik Pratteln und in der Musikgesellschaft Pratteln. Ebenfalls spielte er über 25 Jahre bei der Guggenmusik Nachtfalter Schränzer mit. Ausserdem ist er Gründungsmitglied der Bluesbuebe 1966, einer 12-köpfigen Band.
Stephan Burgunder besuchte das Gymnasium Muttenz mit Schwerpunkt Wirtschaft. Nach einem Praktikum arbeitete er bei der Migros Bank. 1998 bis 2000 bildete er sich an der Handelsschule Basel zum eidgenössisch diplomierten Bankfachexperten weiter. Von 1998 bis 2021 war er in verschiedenen Funktionen für die Basellandschaftliche Kantonalbank tätig. 2010 schloss er das Masterstudium MAS an der Hochschule Luzern ab. 2016 wurde er in den Gemeinderat von Pratteln gewählt. 2019 folgte die Wahl in den Landrat, und 2020 gründete er die S. Burgunder AG.

## Politik
2004 wurde Stephan Burgunder als Parteiloser auf der Liste der FDP in den Einwohnerrat von Pratteln gewählt, dem er bis 2008 angehörte. Gleichzeitig war er Mitglied der Rechnungsprüfungskommission. Im Jahr 2016 kandidierte er für den Gemeinderat in Pratteln. In stiller Wahl wurde er t zum Präsidenten der Gemeinde Pratteln gewählt. Am 1. Juli 2016 trat er seine erste Amtsperiode an. Er seinen Vorgänger Beat Stingelin ab, der nach drei Amtsperioden nicht mehr zur Wiederwahl angetreten war.
Von 2019 bis 2023 war er im Landrat des Kantons Basel-Land und Mitglied der Umweltschutz- und Energiekommission.

### Organisationen
- Seit 2017 ist er Mitglied des Verwaltungsrats von «LV Lokalzeitungen AG».
- Von 2016 bis 2022 war er Mitglied der Regierungsrätlichen Kommission «Kommission Römerstadt Augusta Raurica».
- Von 2017 bis 2022 war er Mitglied der Regierungsrätlichen Kommission «Konsultativkommission Aufgabenteilung und Finanzausgleich».
- Von 2019 bis 2022 war er Mitglied der Regierungsrätlichen Kommission «Standortförderungskommission des Kantons Basel-Landschaft».[2]
- Von 2018 bis 2021 war er im Stiftungsrat der «Stiftung Regionales Gründerzentrum Reinach».
- Von 2019 bis 2023 war er Mitglied der «Umweltschutz- und Energiekommission».
- Von 2011 bis 2017 war er Stiftungsrat und Vizepräsident von «insieme Baselland, Stiftung für Kinder, Jugendliche & junge Erwachsene» und Präsident der Vorsorgekommission.